# Noctua semiconfluens
Noctua semiconfluens là một loài bướm đêm trong họ Noctuidae.